# Cerveja Club Colômbia

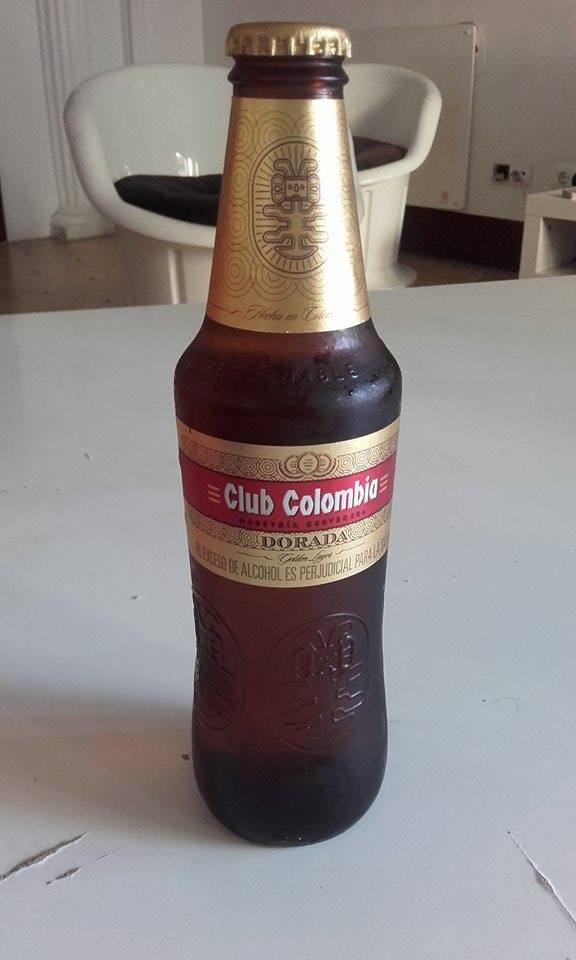
Botella de cerveja Club Colômbia.

Club Colômbia é uma cerveja premium de tipo lager, produzida na Colômbia por Cervejaria Bavaria S.A. Como reconhecimento e ratificando o status de Cerveja Premium, recebeu em 2008 o prêmio Grande Medalha de Ouro com folhas de Palma (Grand Gold medal with palm leaves) do Instituto Monde Selection, por obter uma qualificação superior nas diferentes provas sensoriais e organolépticas. 
É a segunda cerveja melhor posicionada na classificação Monde Selection, logo após a cerveja Holandesa "Heineken", no entanto existe uma grande discussão no meio cervejeiro, pois esta não necessariamente representa a melhor classificação de cervejas. Muitos dos melhores e mais tradicionais fabricantes cervejeiros não vêem com agrado tal concurso privado, outros pequenos fabricantes não contam com os meios econômicos para participar dessa competição e outros tantos têm optado por não participar.

## História
Club Colômbia surgiu em 1949 com o nome de Club Sessenta, em comemoração aos sessenta anos de fundação da Bavaria S.A. e propôs-se como a primeira cerveja Premium da companhia. Onze anos depois, ao começo da década dos anos sessenta, esta marca mudou de nome para Club Colômbia, e com sua apresentação comercial em Colômbia começaram as exportações aos Estados Unidos. Seus elementos simbólicos predominantes foram as réplicas do tunjo pre-colombiano, que subsiste até nossos dias. Club Colômbia tem sido reconhecida como a cerveja de mais alta categoria das marcas de Bavaria S.A., com mais de meio século de tradição.